# Боккенхайм-ан-дер-Вайнштрасе
Бо́ккенхайм-ан-дер-Ва́йнштрасе (нем. Bockenheim an der Weinstraße, пфальц. Bockrem) — община в Германии, в земле Рейнланд-Пфальц.
Входит в состав района Бад-Дюркхайм. Подчиняется управлению Грюнштадт-Ланд. Население составляет 2157 человек (на 31 декабря 2010 года). Занимает площадь 11,24 км².